# Gabyna caudalis
Gabyna caudalis là một loài bướm đêm trong họ Noctuidae.